# 信義公主 (陳宣帝之女)
信義公主（?—?），中国南北朝陈朝公主，是陳宣帝的女儿，母亲不详。名字不详。
信义公主下嫁蔡撙之孙、蔡彦高之子蔡疑，蔡凝为驸马都尉，官至晋陵郡太守、中书侍郎。陈宣帝想用義興公主的丈夫钱肃担任黄门侍郎，蔡凝说钱肃不够标准，钱肃怀恨在心，让義興公主说蔡凝的坏话，陈宣帝一度把蔡凝贬到交趾，后来追还。